# Иодис, Полина Яновна
Полина Яновна Иодиc (лит. Polina Iodytė; род. 12 декабря 1978, Москва) — российская певица и спортсменка, солистка первого состава поп-группы «Блестящие» (1995—1998).

## Биография
Родилась в Москве. По отцу — литовка. Окончила среднюю школу № 825. После окончания школы поступила в институт на факультет юриспруденции.
В 1995 году вместе с Ольгой Орловой и Варварой Королёвой стала солисткой женской группы «Блестящие», бросив институт.
С участием Иодис группа сняла пять клипов и выпустила три альбома. В конце 1998 года покинула группу «Блестящие». После ухода из группы занялась экстремальными видами спорта.
В 2004 году вместе с Василием Ковалёвым стала вести программу «Доступный экстрим» на телеканале MTV Россия. Через полгода ушла из программы и начала заниматься собственными проектами.
С 2010 года стала жить на Бали и заниматься сёрфингом.
Один из организаторов федерации России по серфингу, чемпионата России по серфингу и ежегодного серфкемпа в Португалии. Автор фильма «Серф-трип на Гавайи» (канал Русский Экстрим).
С 2015 года стала жить в Португалии, недалеко от Лиссабона.

## Дискография
- 1996 — Там, только там
- 1997 — Там, только там (remixes)
- 1998 — Просто мечты
- 2000 — Белым снегом (вышел после ухода из группы)
- 2008 — Одноклассники (вышел после ухода из группы)
- 2016 — Best 20 (вышел после ухода из группы)

## Синглы

### В составе группы «Блестящие»
| Год  | Название        | Состав                                       |
| ---- | --------------- | -------------------------------------------- |
| 1995 | Там, только там | О. Орлова, П. Иодис, В. Королёва             |
| 1996 | Туман           | О. Орлова, П. Иодис, И. Лукьянова            |
| 1997 | Цветы           | О. Орлова, П. Иодис, И. Лукьянова, Ж. Фриске |
| 1997 | Облака          | О. Орлова, П. Иодис, И. Лукьянова, Ж. Фриске |
| 1997 | Ча-Ча-Ча        | О. Орлова, П. Иодис, И. Лукьянова, Ж. Фриске |
| 1998 | Где же ты, где? | О. Орлова, П. Иодис, И. Лукьянова, Ж. Фриске |

## Официальные ремиксы

### В составе группы «Блестящие»
| Год  | Название                              | Состав                                       |
| ---- | ------------------------------------- | -------------------------------------------- |
| 1996 | Там, только там (Роман Рябцев)        | О. Орлова, П. Иодис, И. Лукьянова, Ж. Фриске |
| 1996 | Луна (Dj Sky & Dj Dan)                | О. Орлова, П. Иодис, И. Лукьянова, Ж. Фриске |
| 1996 | Однажды любовь (Е. Родионов)          | О. Орлова, П. Иодис, И. Лукьянова, Ж. Фриске |
| 1996 | Посмотри на небо (Dj Иванов)          | О. Орлова, П. Иодис, И. Лукьянова, Ж. Фриске |
| 1997 | Цветы (Dj Groove Dance Version)       | О. Орлова, П. Иодис, И. Лукьянова, Ж. Фриске |
| 1997 | Луна (В. Долгин акустичекская гитара) | О. Орлова, П. Иодис, И. Лукьянова, Ж. Фриске |
| 1997 | Туман (Е. Родионов Dance Version)     | О. Орлова, П. Иодис, И. Лукьянова, Ж. Фриске |
| 1997 | Рисунок (С. Харута)                   | О. Орлова, П. Иодис, И. Лукьянова, Ж. Фриске |
| 1997 | Туман (А. Недугов House Version)      | О. Орлова, П. Иодис, И. Лукьянова, Ж. Фриске |
| 1998 | Где же ты, где (Dj Мама Remix)        | О. Орлова, П. Иодис, И. Лукьянова, Ж. Фриске |
| 1998 | Блестящие + Dj Мама                   | О. Орлова, П. Иодис, И. Лукьянова, Ж. Фриске |

## Видео

### В составе группы «Блестящие»
| Год  | Клип            | Режиссёр                       | Состав                                       | Альбом                      |
| ---- | --------------- | ------------------------------ | -------------------------------------------- | --------------------------- |
| 1996 | Там, только там | Андрей Грозный, Максим Осадчий | О. Орлова, П. Иодис, В. Королёва             | Просто мечты (видеосборник) |
| 1997 | Цветы           | Роман Прыгунов                 | О. Орлова, П. Иодис, И. Лукьянова, Ж. Фриске | Просто мечты (видеосборник) |
| 1997 | Облака          | Роман Прыгунов                 | О. Орлова, П. Иодис, И. Лукьянова, Ж. Фриске | Просто мечты (видеосборник) |
| 1997 | Ча-ча-ча        | Роман Прыгунов                 | О. Орлова, П. Иодис, И. Лукьянова, Ж. Фриске | не издавался                |
| 1998 | Где же ты, где? | Роман Прыгунов                 | О. Орлова, П. Иодис, И. Лукьянова, Ж. Фриске | Просто мечты (видеосборник) |

### В клипах других исполнителей
| Год  | Клип       | Исполнитель | Режиссёр         |
| ---- | ---------- | ----------- | ---------------- |
| 2010 | Капелькою  | Валерия     | Александр Игудин |
| 2017 | Это любовь | Блестящие   | Евгений Луценко  |

## Телевидение
- 2004 — «Доступный Экстрим» (MTV Россия)